# Chamberlainia oxycladon
Chamberlainia oxycladon là một loài Rêu trong họ Brachytheciaceae. Loài này được (Brid.) H. Rob. mô tả khoa học đầu tiên năm 1962.